# 徐家𡎚小学
徐家扁小学，位于四川省乐山市市中区徐家扁街222号，创建于1914年，至今此学校已有师生三千余人，在乐山市，它是一所一流的学校；在四川省，也是有名的品牌学校。依照中华人民共和国“十二五”规划，乐山市市中区政府正在实施建设学校的计划：投资近200万元的塑胶操场已经投入使用，政府还将投入近3千万对学校分步进行改扩建工程。
2005年起，因生源连年爆满，办学规模不断扩大，原位于徐家扁街校舍和场地无法满足办学需求，于是，经乐山市、市中区两级政府共同决策，此校于2005年9月迁入原乐山一中旧址办学，随后成为了乐山市中心城区学生人数最多，办学规模最大的小学。
因文化名人郭沫若曾就读此校，遂此校把校园文化建设的主题确定为：“弘扬名人文化”，并且践行孔子“有教无类”和陶行知“爱满天下”的教育思想。自1995年来，徐家扁小学学校先后共承担了12个科研课题，课题研究成果分别获国家、省市级政府奖励。2010年，学校荣获教育部评选的“全国十一五教育科研先进集体”称号。
徐家扁小学现有教师122名，其中，有四川省特级教师2名，省市级骨干教师6名，中学高级教师2名，小学高级教师42名。95%以上的教师获得了专科以上学历。校长徐红曾获四川省“十佳”女校长、乐山市拔尖人才等殊荣。教师参加各级教学竞赛，获国家级二等奖3人次，省级特等奖1人次，省级一等奖3人次，市级一等奖30余人次，区级一等奖50余人次。